# Jules Moigniez

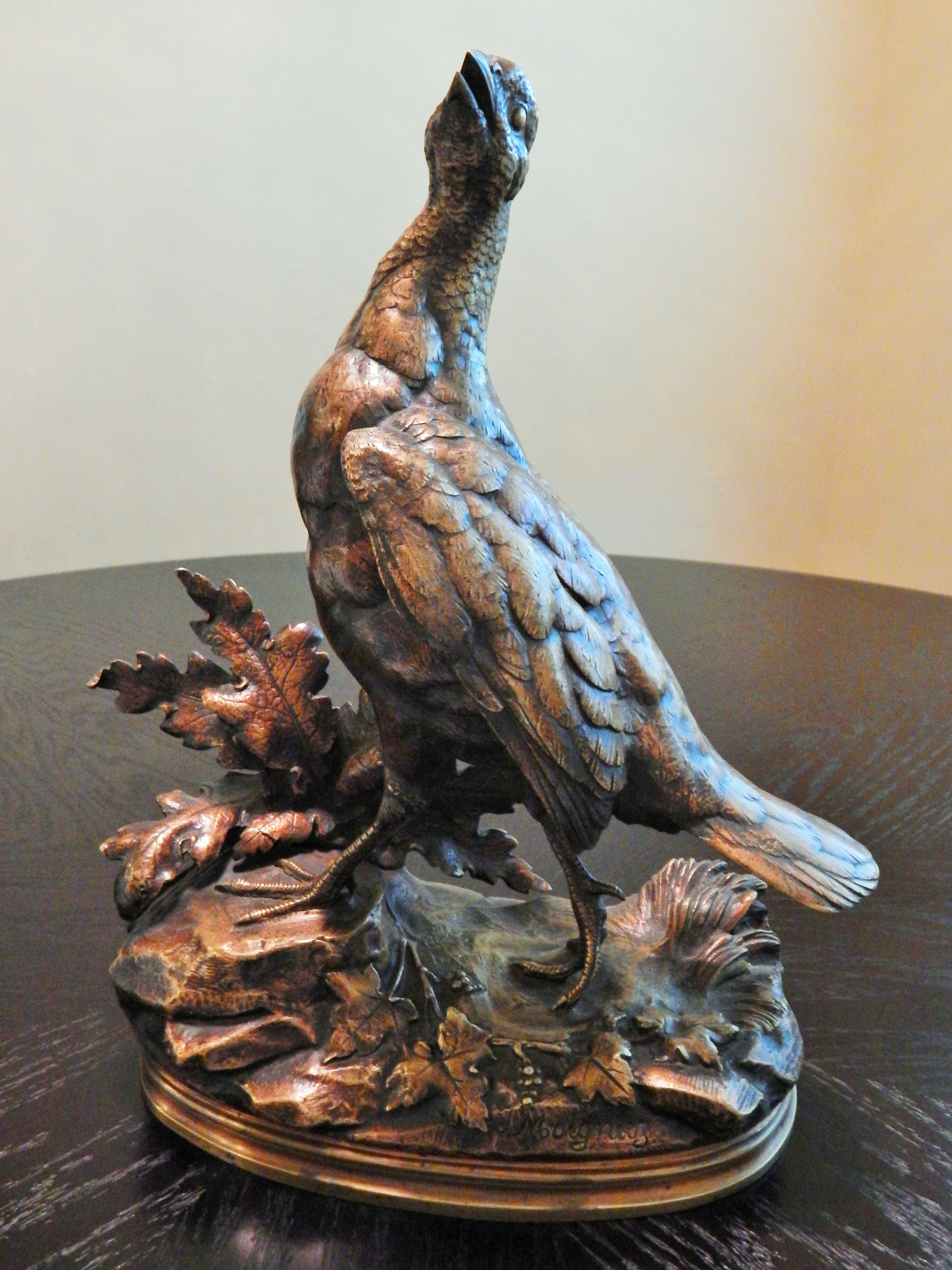
Vogelbronze, um 1880

Jules Moigniez (* 28. Mai 1835 in Senlis (Oise), Frankreich; † 29. Mai 1894 in Saint-Martin-du-Tertre (Val-d’Oise), Frankreich) war ein französischer Bildhauer, bekannt für seine Bronzebildwerke von Vögeln, Pferden und Hunden.

## Leben

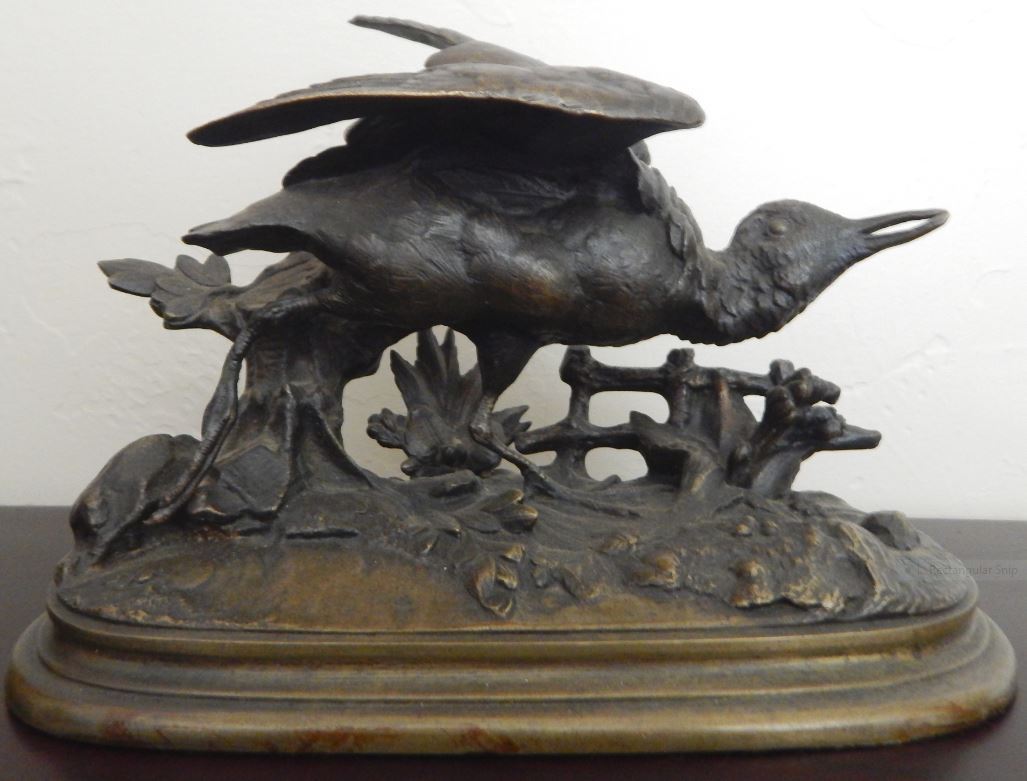
Vogelskulptur, etwa 1870

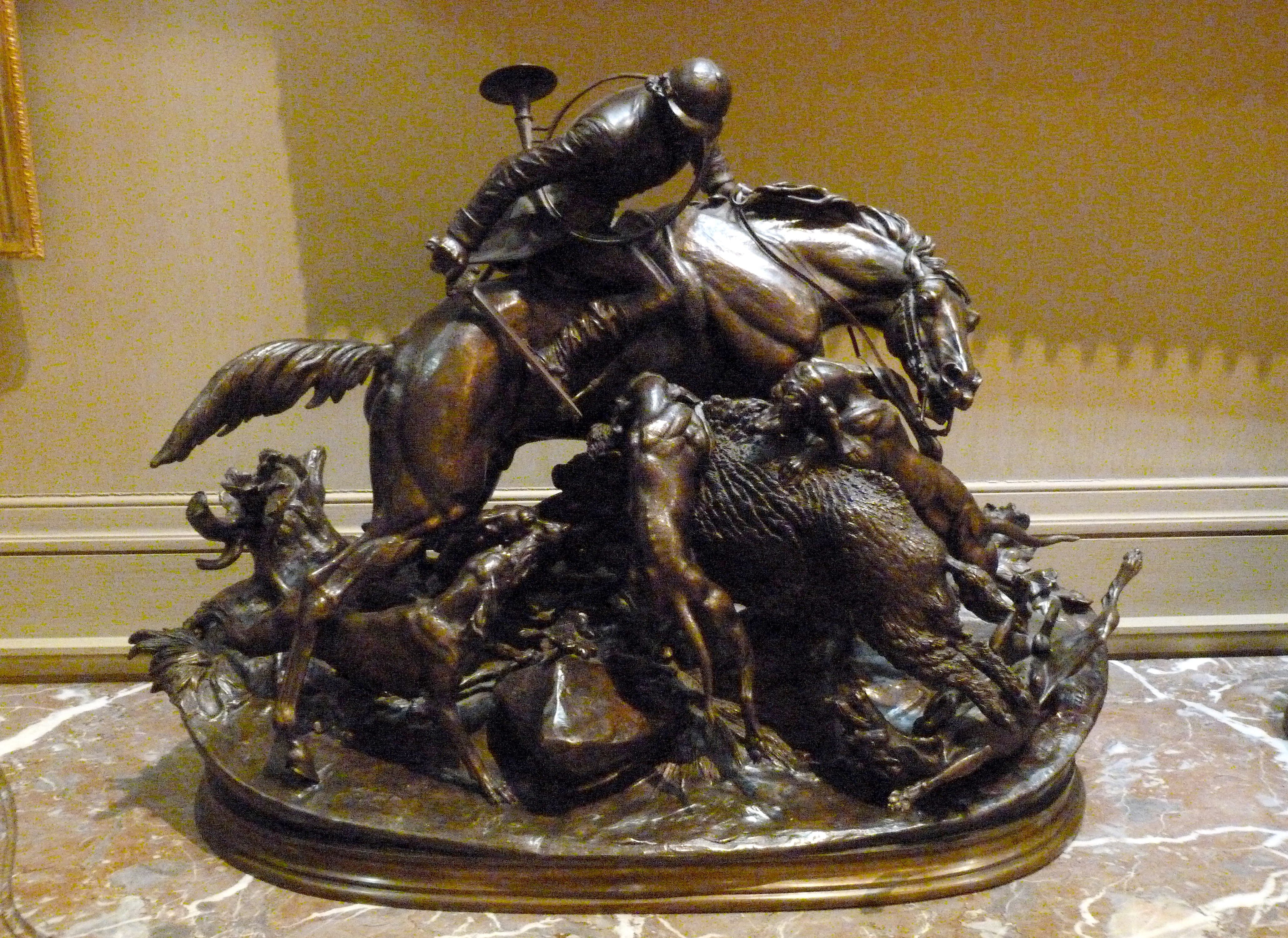
Jagdszene mit Eber, Musée de la Chasse et de la Nature, Paris

Moigniez wurde als Sohn eines Vergolders geboren. In Paris studierte Moigniez Bildhauerei bei Paul Comoléra, der Schüler von François Rude gewesen war. Hier fand Moigniez Gefallen an den Vogelskulpturen Comoléras, die später zentrales Thema seines Schaffens wurden. Sein Vater erwarb eine Gießerei, in der die Skulpturen seines Sohnes gegossen wurden.
Moigniez beschickte zwischen 1855 und 1892 den Salon de Paris mit dreißig Werken. Sein erstes vorgelegtes Werk war die Gipsfigur Hühnerhund vor einem Fasan auf der Weltausstellung Paris 1855. Im Gegensatz zu anderen Tierskulpturkünstlern seiner Zeit wie Pierre-Jules Mêne und Antoine-Louis Barye hatten Moigniez' Vogelskulpturen oft sehr detaillierte Sockel, die mit Büschen, Laub und Unterholz versehen die Themen der Skulpturen fortsetzten. Seine Gussteile mit vergoldeten und versilberten Patinen gelten in Sammlerkreisen als besonders begehrt. Seine Arbeiten waren bekannt für ihre feinen Details in der Bearbeitung; seine Bronzen, in der Regel im Wachsausschmelzverfahren gegossen, galten als makellos ziseliert und patiniert und erfreuten sich besonders in England und Schottland großer Beliebtheit.
Die französische Regierung erwarb 1859 seine Bronze Le Chien d'arrêt avec faisan, die sie im Schloss Compiègne ausstellte. Mehr als die Hälfte seiner Produktion zu Lebzeiten wurde in das Vereinigte Königreich verkauft; zum Ende des 19. Jahrhunderts wurden seine Skulpturen in den Vereinigten Staaten populär. Moigniez' Werke wurden ab Dezember 1869 von dem Juwelier J. E. Caldwell & Co. in Philadelphia importiert, der auch Skulpturen von Albert-Ernest Carrier-Belleuse, Pierre-Jules Mêne und anderen französischen Bildhauern anbot.
Nach langer Krankheit beging Moigniez in Saint-Martin-du-Tertre am 29. Mai 1894 einen Tag nach seinem 59. Geburtstag Selbstmord und wurde auf dem dortigen Friedhof zur Ruhe gelegt.

## Werke (Auswahl)
- Le Héron, Pur-sang, Cheval et jockey avant la course
- Bijou
- Perdrix dans les joncs
- Cheval
- La famille bovine
- La charge du sanglier
- Chien aux trophées
- Le braque à la perdrix

## Signatur

Signaturen von Jules Moigniez
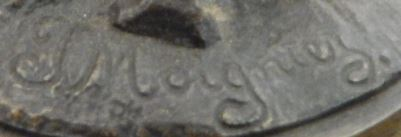
Signatur Jules Moigniez
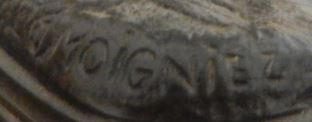
Signatur Jules Moigniez in Druckbuchstaben

## Auszeichnungen
- Ehrung des Pariser Salons[4]
- Medaille bei der Weltausstellung London 1862[5]